# Selepa smilacis
Selepa smilacis är en fjärilsart som beskrevs av Clayton Dissinger Mell 1943. Selepa smilacis ingår i släktet Selepa och familjen trågspinnare. Inga underarter finns listade i Catalogue of Life.